# Fefen
Fefen – miasto w Sfederowanych Stanach Mikronezji; w stanie Chuuk; 4 047 mieszkańców (2008). Ośrodek turystyczny. Miejsce urodzenia obecnego prezydenta kraju Manny Mori.